# منتخب ألمانيا لكرة القاعدة
منتخب ألمانيا الوطني لكرة القاعدة (بالألمانية: Deutsche Baseballnationalmannschaft)‏ هو ممثل ألمانيا الرسمي في المنافسات الدولية في كرة القاعدة .